# Emil Neumann (Maler)
Friedrich Emil Neumann (* 7. August 1842 in Pojerstieten, Kr. Fischhausen, Ostpreußen; † 4. Januar 1903 in Kassel) war ein deutscher Maler.

## Leben

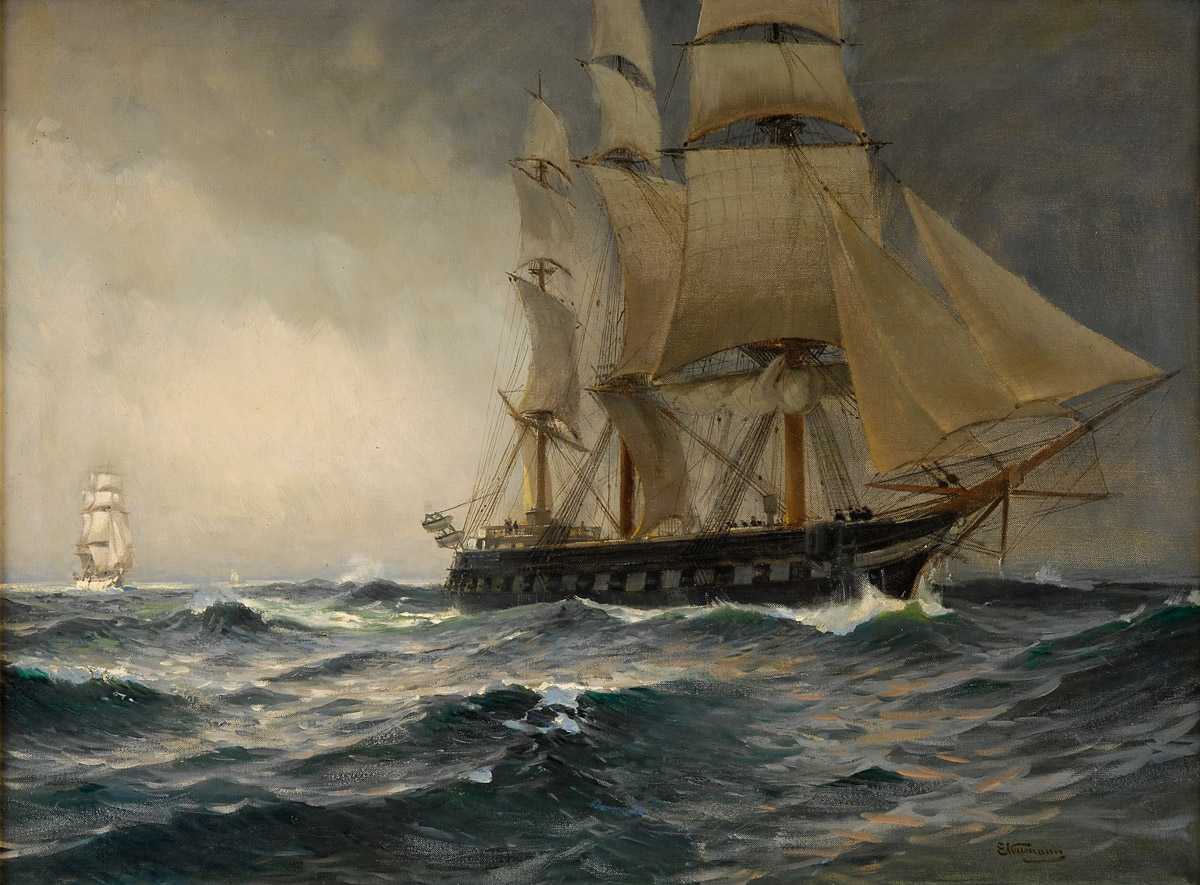
Emil Neumann: Unter vollen Segeln (Öl auf Leinwand, undatiert)

Neumann war zunächst Schüler der Kunstakademie Königsberg bei August Behrendsen. Anschließend  studierte er an der Kunstakademie Kassel bei August Bromeis. Er arbeitete als Zeichenlehrer und später als freischaffender Künstler. Reisen führten ihn nach Norwegen und Holland. Nach dem Tode seines Lehrers Bromeis trat er 1881 dessen Nachfolge an der Kasseler Akademie an. 1891 wurde er zum Professor ernannt. Neumann war vor allem Landschafts- und Marinemaler. Seine Seestücke wurden seit 1879 auf Ausstellungen in Berlin, Dresden und Hannover gezeigt.
Seine Söhne, die Künstler Ernst und Hans Neumann, hatten ebenfalls Malerei studiert.